# سیارک ۱۶۵۸۹
سیارک ۱۶۵۸۹ (به انگلیسی: 16589 Hastrup، نامگذاری:1992SL1) شانزده هزار و پانصد و هشتاد و نهمین سیارک کشف شده‌است که در ۲۴ سپتامبر ۱۹۹۲ کشف شد.
قدر مطلق سیارک برابر ۱۷.۰ است.